# Естеиј
Естеиј (фр. Esteil) насеље је и општина у централној Француској у региону Оверња, у департману Пиј де Дом која припада префектури Исоар.
По подацима из 2011. године у општини је живело 68 становника, а густина насељености је износила 14,95 становника/km². Општина се простире на површини од 4,55 km². Налази се на средњој надморској висини од 720 метара (максималној 813 m, а минималној 515 m).

## Демографија
| 1962. | 1968. | 1975. | 1982. | 1990. | 1999. | 2011. |
| ----- | ----- | ----- | ----- | ----- | ----- | ----- |
| 76    | 78    | 70    | 66    | 61    | 58    | 68    |

График промене броја становника у току последњих година